# Friedhof Antakalnis

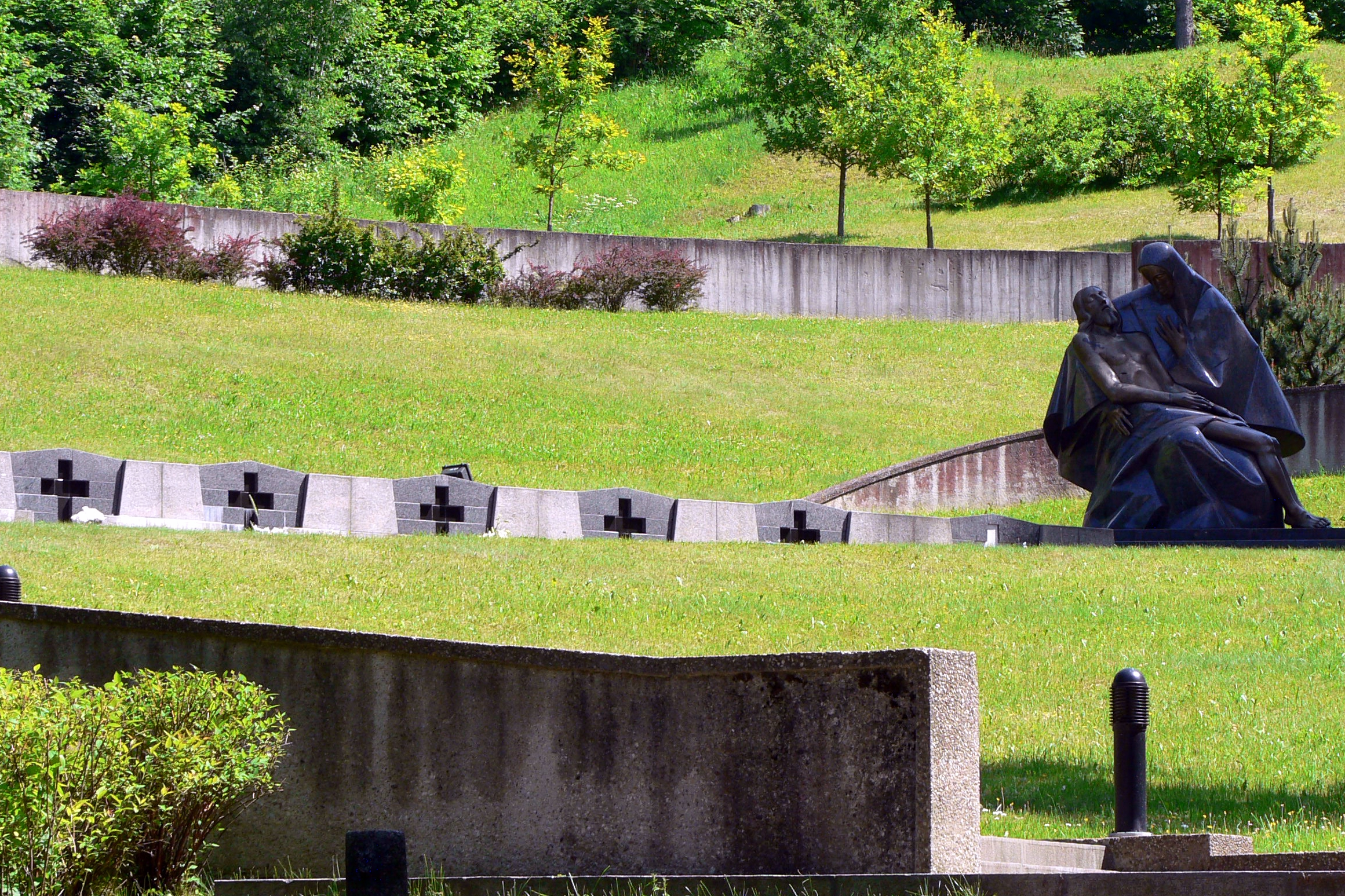
Memorial für Opfer der Januarereignisse in Litauen 1991

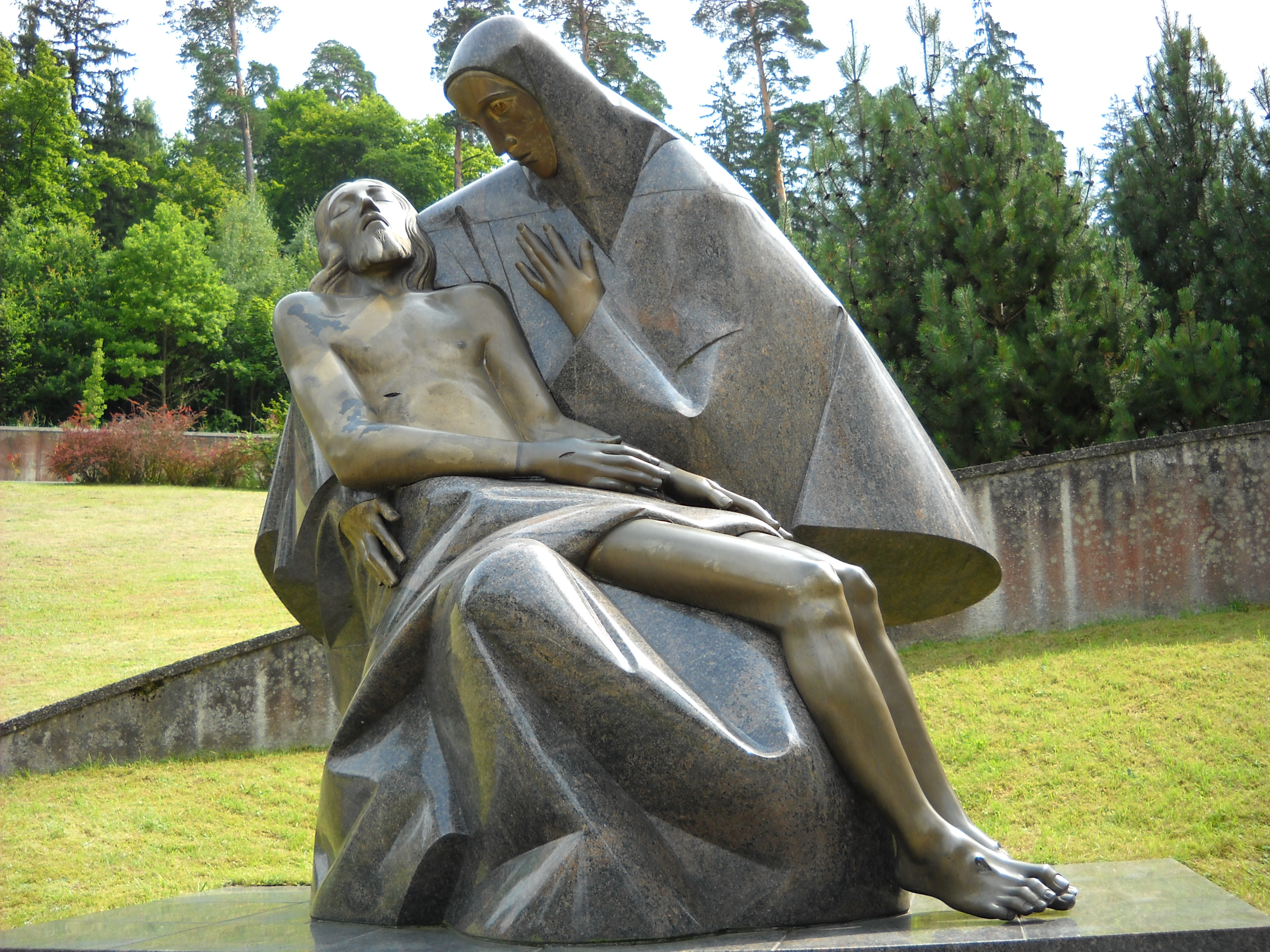
Pietà für Verteidiger des Fernsehturms Vilnius

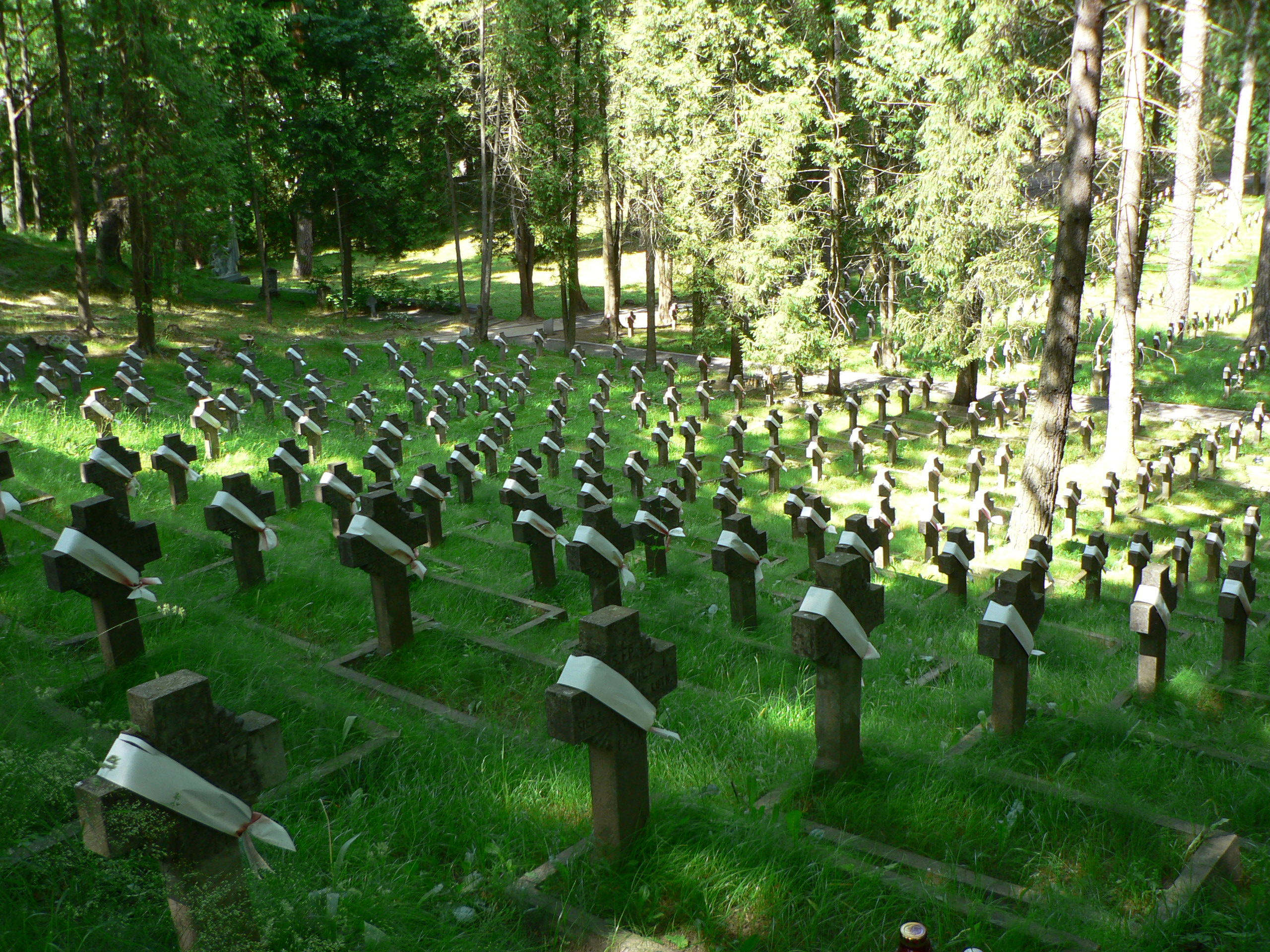
Gräber polnischer Soldaten

Der Friedhof Antakalnis (lit. Antakalnio kapinės) ist ein Friedhof in Antakalnis, einem Stadtteil von Vilnius in Litauen. Früher bekannt auch als Soldatenfriedhof (lit. Karių kapinės). Der Friedhof wurde 1809 angelegt. Hier liegen neben anderen die Opfer der Januarereignisse in Litauen 1991 begraben. Ihre Gräber werden oft besucht, da sie als Nationalhelden gelten. Eines der Mahnmale erinnert an die Toten der Grande Armée, die 1812 in Russland einfiel. Der Antakalnis-Friedhof gilt als das „Pantheon der Republik Litauen“. Im Dezember 2022 wurde das Sowjetdenkmal wegen des russischen Angriffskrieges gegen die Ukraine abgerissen.

## Gräber
- Loreta Asanavičiūtė (1967–1991), Opfer für die Unabhängigkeit Litauens
- Algirdas Brazauskas (1932–2010), Politiker, Präsident Litauens
- Teodor Bujnicki (1907–1944), polnischer Dichter
- Romualdas Granauskas (1939–2014), litauischer Schriftsteller und Dramaturg
- Petras Griškevičius, sowjetlitauischer Funktionär
- Hubertas Grušnys (1961–2006), litauischer Unternehmer
- Jurga Ivanauskaitė (1961–2007), litauische Schriftstellerin
- Raimundas Katilius (1947–2000), litauischer Geiger
- Vytautas Kernagis (1951–2008), Sänger und Songwriter
- Vytautas Antanas Kleiza (1919–2007), sowjetlitauischer Politiker und Chirurg
- Jonas Kubilius (1921–2011), litauischer Mathematiker
- Faustas Latėnas (1956–2020), litauischer Komponist und Politiker
- Justinas Marcinkevičius (1930–2011), litauischer Schriftsteller
- Janina Miščiukaitė-Brazaitienė (1948–2008), litauische Sängerin
- Kazimieras Motieka (1929–2021), litauischer Rechtsanwalt und Politiker
- Justinas Nekrašas (1927–1997), Ingenieur und Politiker
- Justas Paleckis (1899–1980), sowjetlitauischer Politiker
- Rolandas Pavilionis (1944–2006), Politiker und Philosoph
- Jonas Riškus (1922–2018), litauischer Literaturwissenschaftler, Professor
- Ieva Simonaitytė (1897–1978), litauische Schriftstellerin
- Antanas Sniečkus (1903–1974), sowjetlitauischer Funktionär
- Saulius Sondeckis (1928–2016), Dirigent und Hochschullehrer
- Antanas Sučila (1917–2017), Chirurg und Professor
- Antanas Šurna (1940–2014), litauischer Schauspieler
- Antanas Venclova (1906–1971), litauischer Schriftsteller
- Norbertas Vėlius (1938–1996), litauischer Ethnograph und Religionswissenschaftler
- Marian Zdziechowski (1861–1938), polnischer Philosoph und Historiker

## Galerie

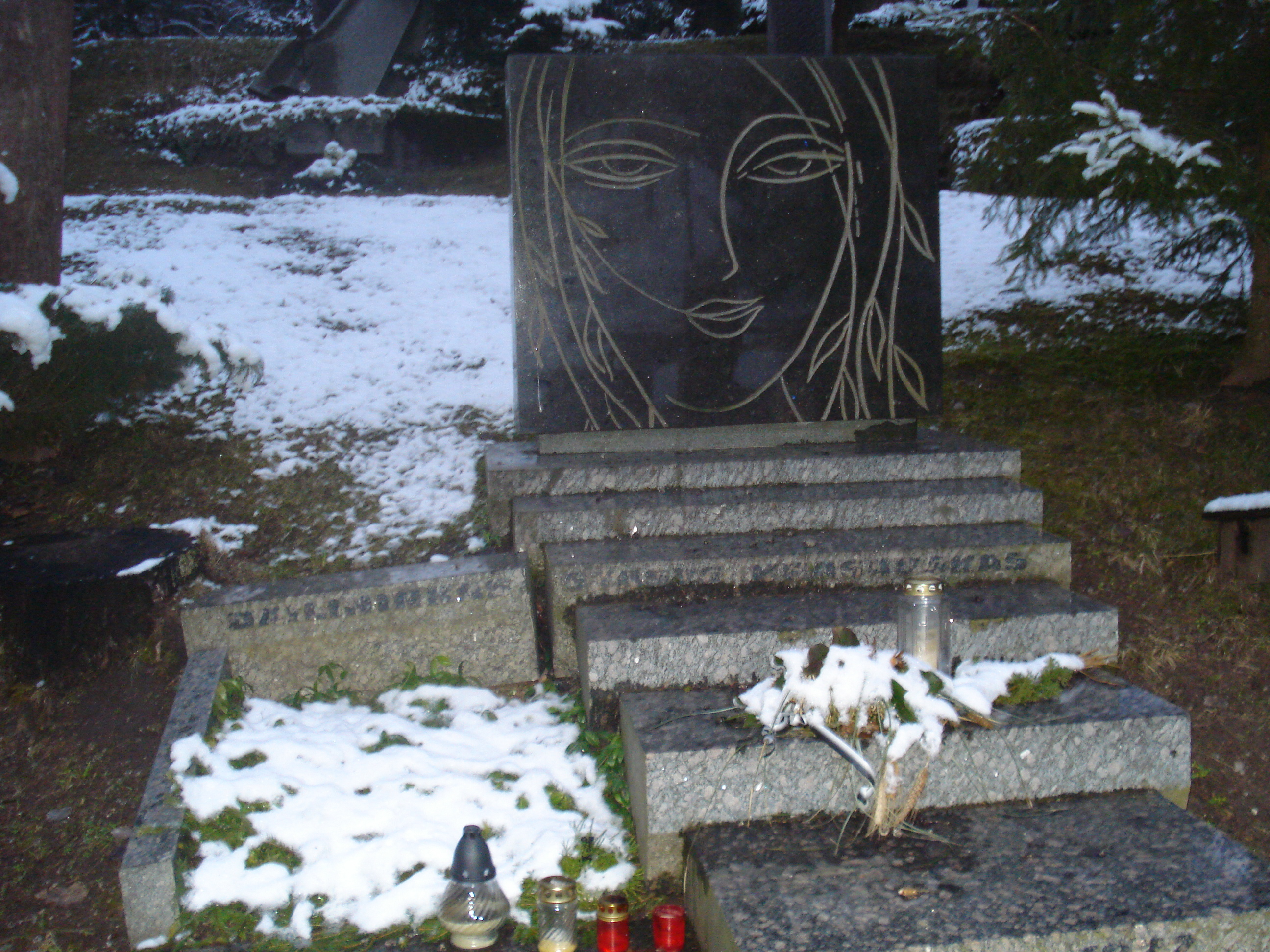
Grab von Stasys Krasauskas
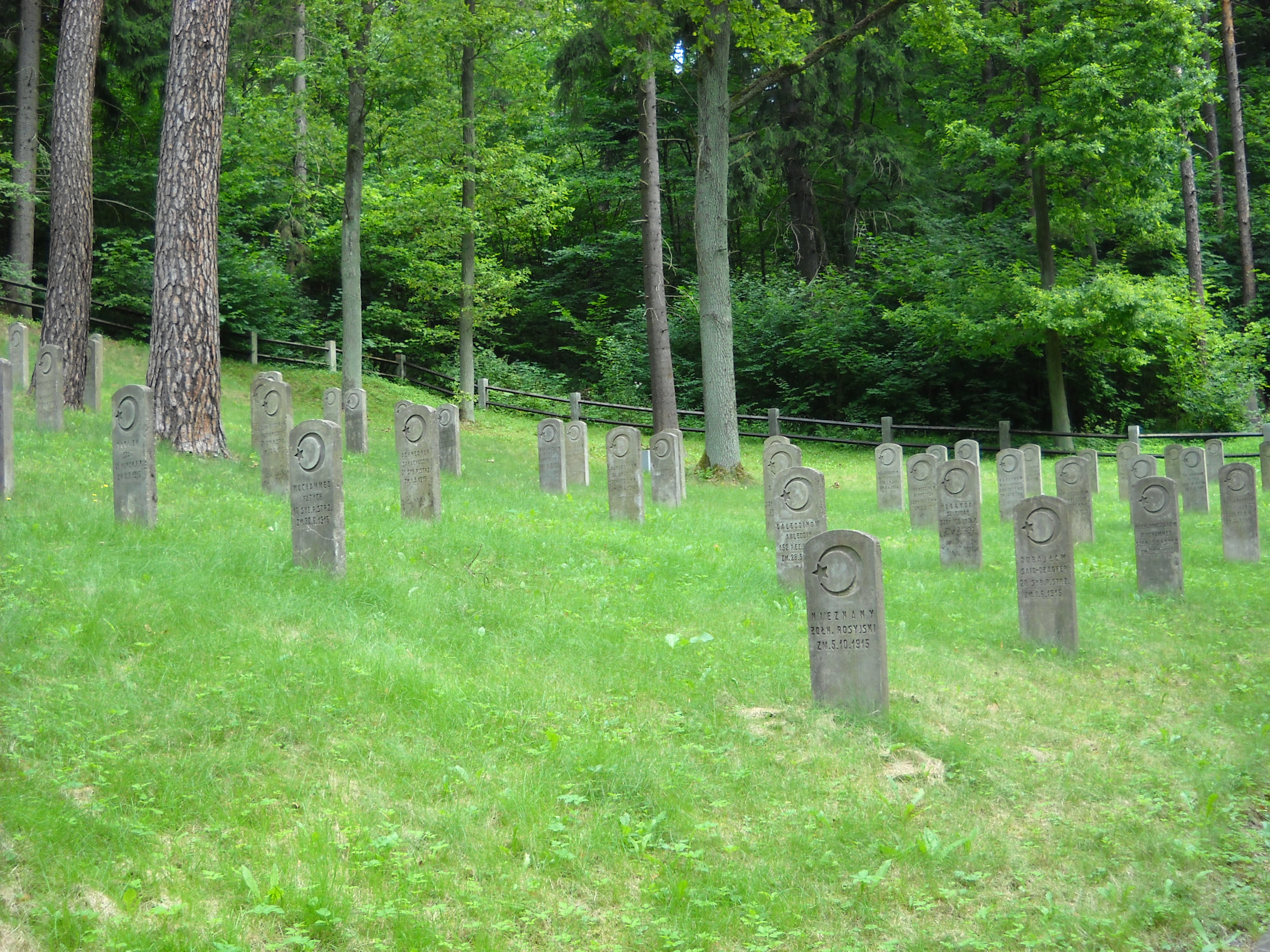
Gräber der muslimischen Soldaten im Ersten Weltkrieg
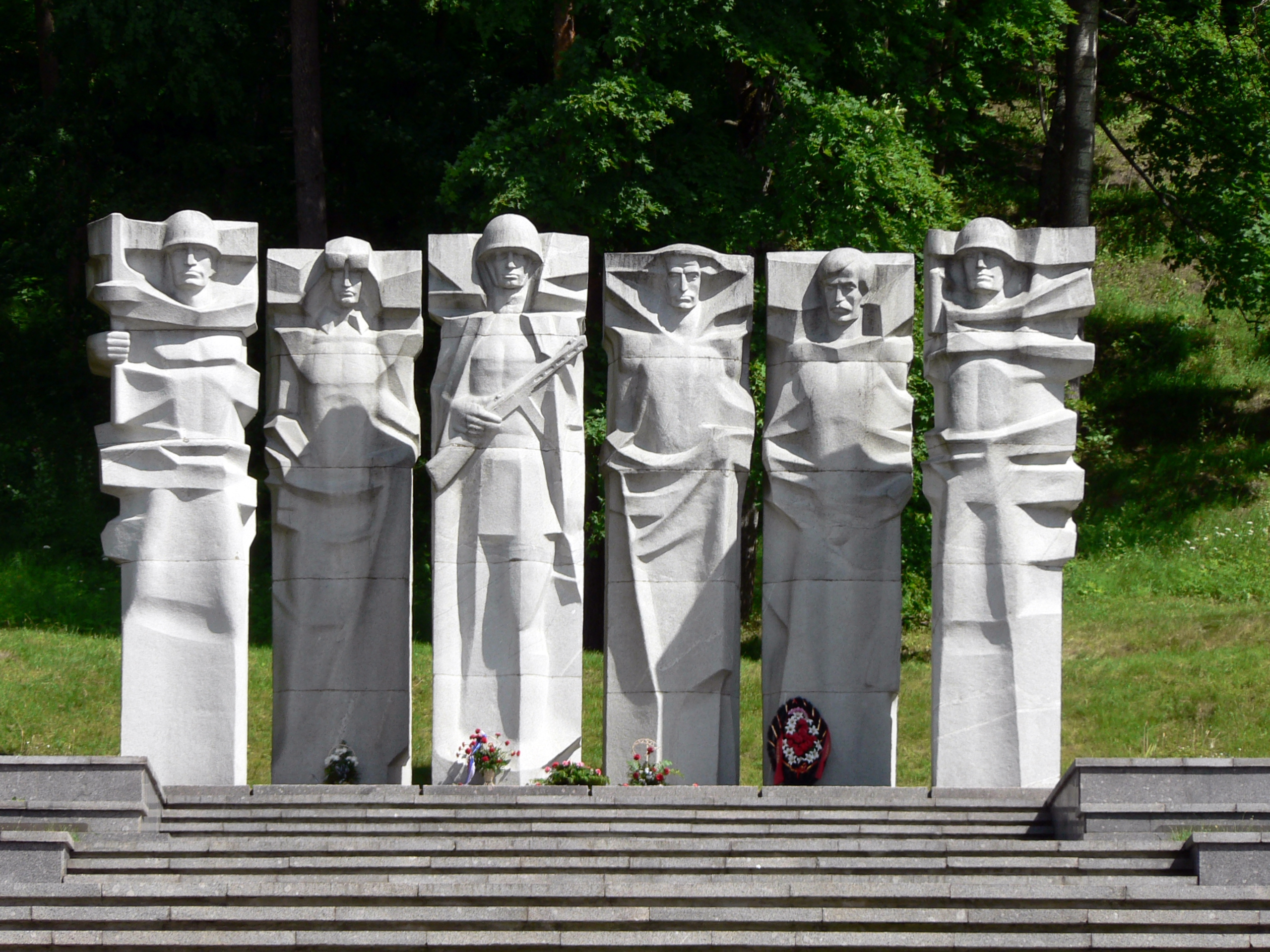
Monument für Soldaten der Roten Armee
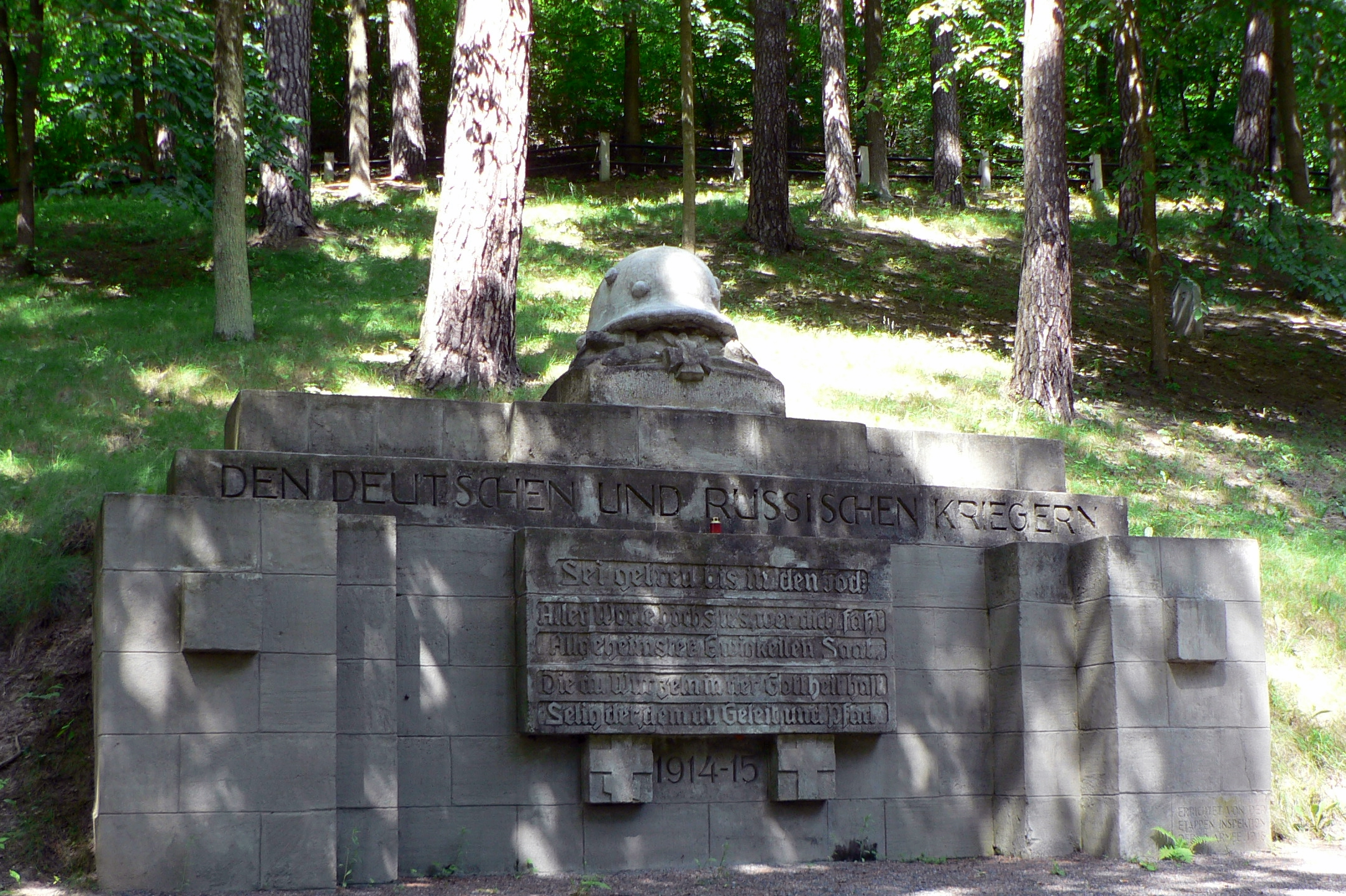
Monument für deutsche und russische Soldaten im Ersten Weltkrieg